# Хагман, Никлас
Ни́клас Ха́гман (фин. Niklas Hagman; род. 5 декабря 1979, Эспоо, Уусимаа) — финский хоккеист, левый нападающий клуба ХПК.

## Карьера
С 1995 по 1999 год играл в юношеских и юниорских командах финского клуба ХИФК. В сезоне 1997/98 провёл 8 матчей в СМ-Лиге и забил первый гол на профессиональном уровне. По ходу сезона 1998/99 перешёл из ХИФК в другой клуб СМ-Лиги — «Эспоо Блюз».
В ходе драфта НХЛ 1999 в третьем раунде под общим 70-м номером выбран клубом «Флорида Пантерз». Несмотря на это, остался в Финляндии. В сезоне 1999/2000 выступал в команде «Оулун Кярпят» второго финского дивизиона, а сезон 2000/01 в основной команде «Кярпят». Забросил в сезоне 2000/01 28 шайб, стал лучшим снайпером и вторым бомбардиром клуба в сезоне.
В сезоне 2001/02 покинул Финляндию и подписал контракт с клубом НХЛ «Флорида Пантерз». Провёл в составе «пантер» 78 матчей, набрав в них 28 (10 + 18) очков, и в марте 2002 года признан лучшим новичком месяца. Несмотря на то, что в сезоне 2002/03 его результативность упала до 23 очков, стал участником Матча молодых звезд, в рамках Матча всех звезд в 2003 году.
В следующем сезоне вновь набрал 23 результативных бала. Сезон 2004/05, отменённый в НХЛ из-за локаута, провёл в команде Швейцарской национальной лиги (NLA) «Давос». В его составе набрал 39 (17 + 22) очков в 44 матчах и стал чемпионом Швейцарии. В сезоне 2005/06 вновь вернулся за океан и продолжил выступление за «Флориду Пантерз». По ходу сезона после 30 проведенных игр продан команде «Даллас Старз» в обмен на выбор в 7-м раунде Драфта юниоров НХЛ 2007.
23 октября 2006 года в матче с «Ванкувер Кэнакс» набрал юбилейное 100 очко в профессиональной карьере, а его клуб победил со счетом 2:1. Свой лучший сезон в НХЛ провёл в 2007/08 годах, по ходу которого он набрал 41 (27 + 14) очко. Восемь его шайб оказались победными для «Звезд». А 28 февраля 2008 года в матче «Ванкувер Кэнакс» впервые в своей заокеанской карьере оформил хет-трик.
По окончании сезона, в качестве свободного агента, подписал контракт с «Торонто Мейпл Лифс», рассчитанный на четыре года и $12 млн. Сезон 2008/09 получился для Никласа богатым на события. Матч 17 ноября против «Бостон Брюинз» стал юбилейным 500-м. В матче 22 февраля против «Нью-Йорк Рейнджерс» набрал своё 200-е очко, а 28 марта в матче «Бостон Брюинз» забросил 100-ю шайбу. Кроме того, по итогам сезона вновь набрал более 40 очков за результативность.
Большую часть сезона 2009/10 провёл в составе «Торонто Мейпл Лифс» и был его лучшим снайпером с 20 забитыми шайбами, однако 31 января 2010 года в результате большого обмена оказался в «Калгари Флэймз».

## Статистика
| Легенда | Легенда                    | Легенда | Легенда                   | Легенда | Легенда    |
| ------- | -------------------------- | ------- | ------------------------- | ------- | ---------- |
| И       | Количество проведённых игр | Штр     | Штрафное время            | +/−     | Плюс-минус |
| Г       | Голы                       | П       | Голевые передачи          | О       | Очки       |
| -       | Статистика неизвестна      | —       | Статистика не учитывалась |         |            |

## Достижения
- Серебряный призёр зимних Олимпийских Игр 2006
- Бронзовый призёр зимних Олимпийских Игр 2010